# گلیسین آمید ریبونوکلئوتید
گلیسین آمید ریبونوکلئوتید (به انگلیسی: Glycineamide ribonucleotide) با فرمول شیمیایی C7H15N2O8P یک ترکیب شیمیایی با شناسه پاب‌کم 7406 است. که جرم مولی آن ۲۸۶٫۱۸ گرم بر مول می‌باشد. 